# Квир-национализм

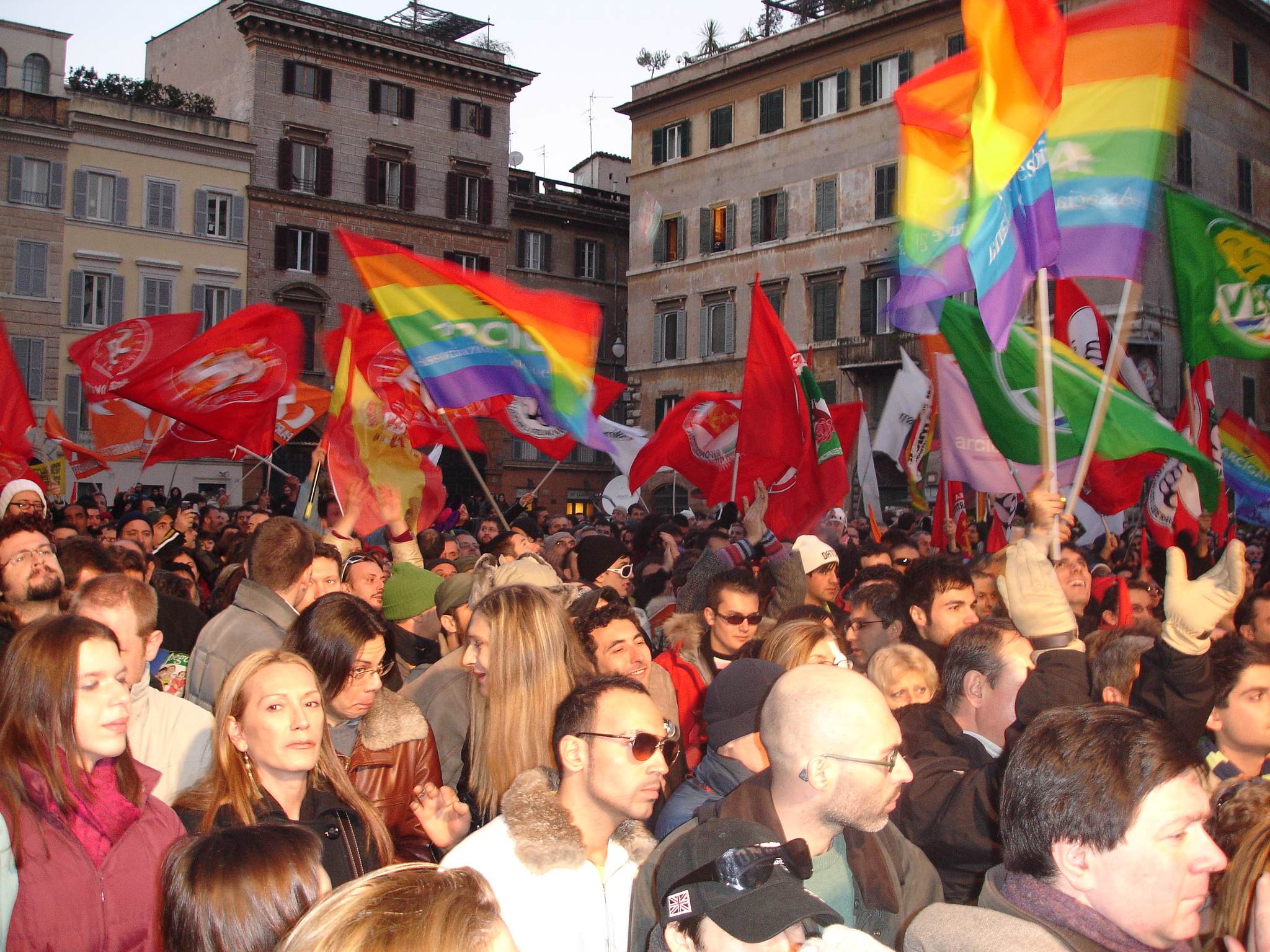
Митинг ЛГБТ-общины в Болонье

Квир-национализм (англ. queer nationalism), или гей-национализм (англ. gay nationalism, Queer nationalism), — концепция, согласно которой формирование в рамках освободительного движения ЛГБТ-сообщества является процессом становления новой нации. Сторонники квир-национализма считают, что ЛГБТ-сообщество — это не группа людей с определёнными сексуальными практиками, а нация, имеющая собственную идентичность, культуру и историю.
Исходя из собственного опыта преследований и социальной изоляции, многие геи и лесбиянки воспринимают себя в большой степени отличающимися от гетеросексуального большинства. Следуя естественной тенденции всех меньшинств, геи и лесбиянки обычно ищут защиты и поддержки среди своих. Отмена уголовного преследования гомосексуалов во многих странах привела к появлению живой субкультуры, в то время как социальное и правовое равенство так и не было достигнуто в равной мере. Это привело к росту ощущения фрустрации и к стремлению отмежеваться от враждебного гетеросексуального большинства. В 1990 году это чувство отразилось в появлении «Queer Nation» («Нации Не Таких»), организации известной лозунгом «I hate Straights» (примерно: «Я ненавижу натуралов»).
Одна из линий аргументации квир-националистов исходит из того, что Организация Объединённых Наций в своей Всеобщей декларации прав человека:
- в статье 15 гарантирует право на свободный выбор национальной принадлежности, и
- в статье 16, гарантирует право на брак, независимо от национальной принадлежности.

Если ООН призна́ет геев и лесбиянок отдельной нацией, это приведёт к признанию однополых браков и ликвидации дискриминации во многих странах, подписавших Всеобщую декларацию прав человека. Формирующееся национальное движение геев и лесбиянок показывает параллели с еврейской эмансипацией и сознательно ориентируется на идеи Теодора Герцля. Предлагаемая сепаратистскими группами эмансипация через национальную идентичность до сих пор привлекает мало внимания в официальной (ассимиляционной) квир-теории, однако исследователи национализма активно изучают это явление.

## Исследования
Берубе (Bérubé, 1991) и Чи (Chee, 1991) первыми определили Квир-национализм как новую форму национализма. Согласно анализу Брайана Уокера, проведённом в 1996 году, некоторые закономерности формирования национальной культурной идентичности характерны также и для ЛГБТ-сообщества. Уокер классифицирует квир-национализм как одну из «новых», культурных форм национализма, которые отличаются от «старых», этнических и религиозных типов. Он выделил следующие признаки формирования новой общности:
- Многие формы национализма начинались как общественные движения групп, пытавшихся отделиться от дискриминирующего большинства, в этом плане квир-национализм строится на основе общности людей, дискриминируемых со стороны остального общества и находящихся в социальной изоляции.
- ЛГБТ-сообщество имеет свою собственную культуру: свои журналы, фестивали, театры, клубы, фильмы и т. д.
- ЛГБТ-сообщество имеет свою литературу.
- ЛГБТ-сообщество обладает общей исторической судьбой.
- ЛГБТ-сообщество ищет доступ к элементам государственного регулирования в целях обеспечения собственной безопасности, при этом является в значительной мере политически организованно, и в некоторой степени стремится пробудить национальные чувства.

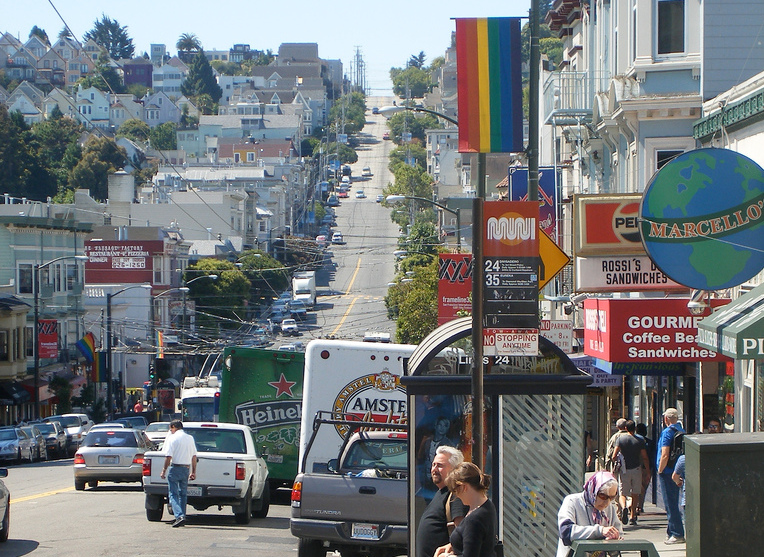
Район Кастро, гей-гетто в Сан-Франциско, США

Уокер предполагает, что в процессе дальнейшей интеграции (в том числе благодаря новым информационным технологиям, таким как Интернет) ЛГБТ-сообщество превратится в нетерриториальную нацию наподобие диаспоры.
Уилл Кимлика признаёт, что геи и лесбиянки подобно этнокультурным группам развили групповую идентичность и групповую культуру.
Уильям Берроуз высказывал идею о создании национального государства геев и лесбиянок, однако позже склонился к возможности создания автономного организованного сообщества наподобие некоторых этнических меньшинств в США. В 2004 году группа активистов попыталась провозгласить Королевство геев и лесбиянок. В ряде стран западного мира наблюдается формирование анклавов подобных этническим, так называемых гей-гетто, которые могут занимать от одного квартала до небольшого города.